# Miriam Menkin
Miriam Friedman Menkin (Riga, Letonia, 8 de agosto de 1901 - 8 de junio de 1992), nacida Miriam Friedman, fue una científica estadounidense conocida por su investigación de fecundación in vitro (FIV) junto con John Rock. En febrero de 1944, se convirtió en la primera persona en concebir la vida humana fuera del cuerpo.

## Biografía
Su familia se mudó a Estados Unidos dos años después de su nacimiento. Su padre trabajó como médico en la ciudad de Nueva York y fue lo suficientemente exitoso como para permitirle a su familia vivir cómodamente. En 1922, Friedman se graduó de la Universidad de Cornell con una licenciatura en histología y anatomía comparada. Asistió a la Universidad de Columbia para realizar el programa de posgrado y obtuvo una maestría en genética un año después de graduarse en Cornell. Ella enseñó biología y fisiología durante un corto período de tiempo mientras fijaba su objetivo en ingresar a la escuela de medicina. Sin embargo, las mujeres raramente fueron admitidas en la escuela de medicina durante esta época y Friedman no fue aceptada. Friedman se casó con Valy Menkin, un estudiante de medicina de Harvard, en 1924, adoptando su apellido. Ella todavía tenía como objetivo obtener un doctorado en biología, pero necesitaba proporcionar apoyo financiero al hogar mientras su esposo terminaba la escuela de medicina. Por ello Menkin obtuvo otra licenciatura en estudios secretariales de Simmons College. Menkin logró terminar el doctorado de Harvard pero no recibió un título porque no podía pagar las tarifas del curso.
Menkin y Valy tuvieron dos hijos: Gabriel y Lucy.

## Primeras investigaciones (1930-1938)
Después de algunos años de trabajo como secretaria, Menkin se desempeñó como investigadora de patología en la Facultad de Medicina de Harvard de 1930 a 1935. Luego se le ofreció un trabajo como técnica de laboratorio para Gregory Pincus en Harvard. Mientras trabajaba para Pincus, Menkin recibió la tarea de preparar extractos diseñados para superovular conejos en la búsqueda de Pincus para crear conejos "huérfanos". Pincus perdió su cargo en Harvard en 1937, lo que dejó a Menkin sin trabajo. Luego trabajó en los laboratorios estatales de Massachusetts durante un año y posteriormente solicitó un puesto de investigación con John Rock, un doctor en fertilidad, en el Hospital Gratuito para Mujeres (ahora parte del Brigham and Women's Hospital) en Boston. Los experimentos con conejos realizados por Pincus fueron un factor en la decisión de Rock de comenzar la investigación de FIV, y el papel de Menkin en los experimentos llamó la atención de Rock. Rock pronto contrató a Menkin y se dispusieron a determinar la hora exacta en que ocurriría la ovulación. A Rock se le ocurrió la idea pero no había logrado ningún progreso significativo en la investigación de laboratorio antes de contratar a Menkin. Él no tenía una comprensión avanzada de los aspectos técnicos de la fecundación de óvulos y contrató a Menkin para supervisar todo el trabajo de laboratorio.

## Investigación y descubrimiento de FIV (1938-1944)
Menkin comenzó los experimentos de FIV en marzo de 1938. Rock y Menkin solicitaron que las mujeres que participaban en el estudio, que fueron programadas para someterse a histerectomías, tubieran relaciones sexuales sin protección antes de la cirugía. Eligieron llevar a cabo los procedimientos quirúrgicos justo antes de que las pacientes ovularan, lo que les dio muchos óvulos adecuados para el estudio. En el transcurso del estudio, Menkin siguió un programa semanal bastante estable: encontrar óvulos el martes, agregar esperma el miércoles, rezar el jueves y observar el resultado el viernes. Realizó variaciones en el procedimiento de vez en cuando, alterando las condiciones en las que se guardaban los óvulos, y la longitud y concentración de las muestras de esperma. Menkin debía encontrar los óvulos no fecundados en los ovarios que Rock extrajo de las pacientes, puso estos óvulos en una solución y luego los cultivó antes de agregar esperma. En los primeros 6 años del estudio, Menkin intentó muchas estrategias diferentes pero no logró la FIV. El 3 de febrero de 1944, ella obtuvo un óvulo de una mujer cuyo cuello uterino y útero prolapsaron después del nacimiento de cuatro hijos. El protocolo estándar de Menkin era lavar la muestra de esperma 3 veces en solución y dejar que el óvulo y el espermatozoide interactuasen durante 30 minutos. Sin embargo, ella se había quedado despierta con su hija recién nacida la noche anterior, y ese día, por error, lavó la muestra de esperma solo una vez, utilizando una muestra más concentrada y dejó que las muestras interactuaran durante una hora. El siguiente viernes por la mañana (6 de febrero de 1944), Menkin descubrió que la división celular había comenzado, lo que indicaba que se había formado un óvulo fecundado. Menkin olvidó tomar inmediatamente una fotografía del descubrimiento, y no podía encontrar el óvulo cuando finalmente intentó tomar la foto. Pudo fertilizar y fotografiar tres óvulos más, incluyendo los tres factores que ella había alterado para conseguir el descubrimiento original. Rock y Menkin lograron un desarrollo de dos y tres células en sus exitosas fertilizaciones. Después de que los óvulos adicionales se fecundaron con éxito, Rock y Menkin eligieron publicar su trabajo en un breve informe. La Revista Science publicó sus hallazgos en el artículo "Fertilización in vitro y escisión de óvulos de ovario humano" el 4 de agosto de 1944. La Associated Press, New York Times y la revista Time publicaron artículos dado cuenta del descubrimiento en los días posteriores.

## Reacción pública al descubrimiento
El descubrimiento de Rock y Menkin fue visto en gran medida por el público como un avance positivo que ayudaría a las parejas infértiles a tener hijos. Sin embargo, algunos críticos lo vieron como jugar a ser Dios e interferir con las leyes de la naturaleza, y como Rock y Menkin no crearon un bebé físicamente (solo la fecundación), otros cuestionaron si habían logrado realmente una fecundación in vitro. Rock y Menkin no intentaron transferir sus óvulos fecundados al cuerpo de una mujer después de su logro porque no era el objetivo de su estudio. La difícil tarea de transformar un óvulo fecundado desde células múltiples, como el creado por Menkin y Rock, en un embrión que podría crecer dentro del útero de una mujer no tuvo éxito hasta el nacimiento de Louise Brown en 1978.

## Años posteriores
En la Ciencia de tiempo corrió el artículo, Valy recientemente había sido despedido por Harvard y el Menkin había sido forzada para reubicar a Carolina del Norte. Menkin fue capaz de quedarse en contacto con Rock y trabajó en publicaciones adicionales. El informe lleno del descubrimiento, en qué Menkin estuvo listada como la autora principal, fue finalmente publicado en 1948 con el mismo título, "En Vitro Fertilización y Cleavage de Huevos Ováricos Humanos", en la Revista americana de Obstetricia y Ginecología. En los años anteriores, Menkin buscó para continuar FIV búsqueda en su propio, pero sus oportunidades estuvieron limitadas y unpaid. Después de que unos cuantos años de infructuosos intentos a replicate su éxito, Menkin se divorció de su marido en 1949. Ella y sus niños regresaron a Boston, donde aceptó una oferta para regresar al laboratorio de Rock. La investigación sobre la FIV había cesado en el laboratorio de Rock desde la marcha de Menkin, cuando fue incapaz de encontrar otro científico con la habilidad técnica para continuar con el trabajo la investigadora. Intentó retomarlo a su regreso, pero por aquel tiempo Rock había cambiado su foco primario para investigar en la píldora de control del nacimiento y Menkin era solo capaz de trabajar en FIV para tiempo a escaso. Continuó trabajando en el laboratorio de Rock, asistiéndole en su búsqueda y sus editoriales sobre la píldora de control del nacimiento, pero nunca recibió otra oportunidad de perseguir FIV. Menkin Murió encima 8 de junio de 1992, en Boston, Massachusetts.

## Publicaciones
Rock, John; Menkin, Miriam F. (1944). "En Vitro Fertilización y Cleavage de Huevos Ováricos Humanos". «In Vitro Fertilization and Cleavage of Human Ovarian Eggs». Science 100 (2588): 105-107. 1944. (2588): 105@–107.
- El informe original encima Rock y Menkin FIV descubrimiento.

Menkin, Miriam F.; Rock, John (1948). "En Vitro Fertilización y Cleavage de Huevos Ováricos Humanos". «In Vitro Fertilization and Cleavage of Human Ovarian Eggs». American Journal of Obstetrics and Gynecology 55 (3): 440-452. 1948. doi:10.1016/S0002-9378(15)32963-X. (3): 440@–452. doi:10.1016/S0002-9378(15)32963-X.
- El informe lleno en el FIV descubrimiento que estuvo publicado 4 años después del informe original.

Rock, John; García, Celso-Ramón; Menkin, Miriam F. (1959). "Una Teoría de Menstruación". «A Theory of Menstruation». Annals of the New York Academy of Sciences (en inglés) 75 (2): 831-839. 1959. ISSN 1749-6632. doi:10.1111/j.1749-6632.1959.tb44594.x. (2): 831@–839. doi:10.1111/j.1959.tb44594.x. 1749-6632.
- Una discusión de por qué la menstruación ocurre y cómo trabaja. En gran parte foco en la función de hormonas en el proceso.

Hertig, Arthur T.; Adams, Eleanor C.; McKay, Donald G.; Rock, John; Mulligan, William J.; Menkin, Miriam F. (1958-11-01). "Un humano de trece días ovum estudió histochemically". «A thirteen-day human ovum studied histochemically». American Journal of Obstetrics and Gynecology 76 (5): 1025-1043. 1 de noviembre de 1958. doi:10.1016/0002-9378(58)90185-6. (5): 1025@–1043. doi:10.1016/0002-9378(58)90185-6.
- Habla observaciones de un óvulo fecundado sacó en un hysterectomy en su decimocuarto día de existencia.

Dewan, Edmond M.; Menkin, Miriam F.; Rock, John (1978-05-01). "Efecto de Photic Estimulación en el Humano Menstrual Ciclo". «Effect of Photic Stimulation on the Human Menstrual Cycle». Photochemistry and Photobiology (en inglés) 27 (5): 581-585. 1 de mayo de 1978. ISSN 1751-1097. doi:10.1111/j.1751-1097.1978.tb07649.x. (5): 581@–585. doi:10.1111/j.1978.tb07649.x. 1751-1097.
- Informes los resultados de un experimento que prueba la efectividad de luz artificial en regular el menstrual ciclo.

Rock, John; Menkin, Miriam F. (1942-10-08). "Stilbestrol". «Stilbestrol». New England Journal of Medicine 227 (15): 552-556. 8 de octubre de 1942. ISSN 0028-4793. doi:10.1056/NEJM194210082271505. (15): 552@–556. doi:10.1056/NEJM194210082271505.
- Examina el fármaco stilbestrol (ahora sabido cuando diethylstilbestrol), el cual era incorrectamente utilizado para bajar el riesgo de complicaciones de embarazo en el mid-siglo XIX. Es ahora sabido que el fármaco aumenta el riesgo de cáncer de pecho.[9]